# Движение польской реконструкции
Движение польской реконструкции (пол. Ruch Odbudowy Polski, ROP) — польская национально-консервативная партия, основанная Яном Ольшевским в ноябре 1995 года. Занимала правый фланг польских политических сил. Самораспустилась в июне 2012 года, большинство активистов примкнули к партии Право и справедливость.

## Возникновение. Идеология
Партия была создана после президентских выборов 1995, в первом туре которых бывший премьер-министр Польши Ян Ольшевский занял четвёртое место. Неожиданно высокий результат Ольшевского был воспринят как показатель его личной популярности и востребованности консервативно-популистского курса, проводимого им во главе правительства в 1992 году. Организационную основу ROP составили структуры правонационалистического Движения за Республику (основано Ольшевским в 1992), консервативного Движения за Третью республику (лидер — Ян Парыс, министр обороны в кабинете Ольшевского) и национал-консервативного Польского действия (лидер — Антоний Мацеревич, министр внутренних дел в кабинете Ольшевского).
Движение польской реконструкции позиционировалось как правая консервативная национал-патриотическая партия с христианско-демократическим уклоном в духе католической социальной доктрины. В экономической программе партия придерживалась правого популизма, выступала за сильную социальную политику, государственную собственность на стратегические отрасли промышленности, плотный контроль над банковской системой, государственную поддержку малого и среднего предпринимательства, развитие кооперации. Решительно осужадалась приватизационная политика 1990-х как антисоциальная и ориентированная на интересы бывшей номенклатуры ПОРП. В этих подходах отражалась тесная связь Ольшевского с профдвижением Солидарность.
Во внешней политике ROP настороженно относилось к евроинтеграции. Участие Польши в НАТО допускалось лишь при приоритетном учёте польских национальных интересов, вступление в Евросоюз считалось возможным только при условии верховенства польского национального законодательства над общеевропейским. Партия поддерживала концепцию «Европы наций» и выступала за приоритетное развитие отношений с центрально- и восточноевропейскими странами.
Важное место в программе ROP занимал антикоммунизм и обращение к польской истории. Партия требовала активной борьбы с коррупцией и злоупотреблениями властью.

## Организационное руководство
С момента основания более 15 лет Движение польской реконструкции возглавлял Ян Ольшевский. В 2011 году его преемником во главе партии стал юрист Станислав Гогач. В разное время в руководство партии входили Ян Парыс, Антоний Мацеревич, Ярослав Качиньский, Збигнев Ромашевский, экономист Адам Глапиньский, журналист Яцек Курский, академик Пётр Наимский. Важное символическое значение имело для ROP членство радикального ветерана «Солидарности» Северина Яворского и бывшего партизана Армии Крайовой, участника антинацистского и антикоммунистического сопротивления Генрика Левчука.
В 1997—1998 в партии произошёл раскол между сторонниками Ольшевского и Мацеревича, который учредил самостоятельное Национально-католическое движение. Свою политику повела и группа Яцека Курского.
В 1996 была учреждена молодёжная организация ROP — Федерация молодёжи Движения польской реконструкции. Эта структура отличалась особым антикоммунистическим радикализмом, добивалась жёсткой люстрации в системе образования, проводила многочисленные уличные акции — в частности, требовала отставки тогдашнего министра образования бывшего коммуниста Ежи Вятра.

## Политическая история
В июне 1996 почти все правоцентристские организации Польши объединились в Избирательную акцию Солидарность (AWS). Консолидация являлась закономерной на фоне усиления посткоммунистического СДЛС, к тому времени контролировавшего правительство и президентский пост. Однако Ольшевский дистанцировался от правой коалиции, выступая самостоятельно. На выборах 1997, приведших к власти AWS, ROP получило 6,56 % и 6 депутатов в сейме. Движение находилась в оппозиции, критиковало новое правительство с правопопулистских позиций.
На президентских выборах 2000 Ольшевский первоначально выдвинул свою кандидатуру, но перед голосованием поддержал Мариана Кшаклевского. Курс был изменён, в мае 2001 заключено коалиционное соглашение ROP с AWS. Однако вскоре Ольшевский дезавуировал блок, после чего ROP сблизилось с идеологически более близкой Лигой польских семей. По списку Лиги на выборах 2001 (завершились убедительной победой СДЛС) в сейм прошли два члена ROP — Ян Ольшевский и Генрик Левчук. Збигнев Ромашевский был избран в сенат. Впоследствии к депутатской группе ROP в сейме присоединился Тадеуш Кендзяк.
На выборах 2005 кандидаты ROP выступали в составе новой партии Патриотическое движение, которой не удалось получить парламентское представительство. Правоцентристский электорат оказался консолидирован правоконсервативной партией Право и справедливость и праволиберальной партией Гражданская платформа, которые нанесли сокрушительное поражение СДЛС и стали чередоваться у власти. Многие активисты ROP в большом количестве перешли в «Право и справедливость». По списку этой партии некоторые руководители ROP избирались в сейм. В 2011 году Ян Ольшевский оставил партийное руководство, его сменил Станислав Гогач.
23 июня 2012 года внеочередной съезд Движения польской реконструкции объявил о самороспуске партии и призвал членов вступать в «Право и справедливость».